# Nazperver Sultan
Nazperver Sultan (n. 1556 - d. 1595) a fost cea de-a treia consoartă de origine valahă (română) a sultanului otoman Murad al III-lea, mama prinților Yusuf, Murad, Abdurrahman și a prințesei otomane Fetihye Sultan.

## Originea
Nazperver a fost cunoscută în partea de vest ca „Nazperver a Valahiei”, „Dobra Hatun” sau „Dobra Sultan”.

## Biografie
După mazilirea lui Mircea Ciobanul în 1554 de către turci, doamna Chiajna își pierde orice speranță de revenire la cârma Țării Românești, dar reușește în ianuarie 1559 recăpătarea tronului sub conducerea lui Mircea Ciobanul. Doamna Chiajna, după moartea soțului ei, dorește să creeze legături de prietenie cu concubinele sultanului Selim al II-lea și reușește acest lucru. 
Înainte de a pleca spre Manisa, Dobra trece printr-o perioada de acomodare cu stilul otoman, iar primul lucru este convertirea acesteia la islam, de unde primește și numele de Nazperver. Înțelegerea făcută între Afife Nurbanu Sultan și Doamna Chiajna a fost un real succes, deoarece Nazperver dă naștere în 1572 primului copil, o fiică, Fetihye Sultan. 
După moartea sultanului Selim al II-lea, fiul lui Nurbanu Sultan, Murad al III-lea este urcat pe tronul otoman și aduce în capitală toate concubinele sale, printre care și nouă sa favorită, Haseki Nazperver Sultan. 
La curtea otomană, Nazperver reușește să aibă o relație destul de bună cu soacra sa, Valide Nurbanu Sultan, noua sultană-mamă. Nurbanu o sfătuiește pe Nazperver să nu se abată în a-i atrage atenția lui Murad al III-lea, pentru a o înjosi pe prima șotie, Safiye Sultan, care era într-un război deschis cu soacra sa, Nurbanu Sultan. 
Până în 1585, Nazperver reușește să-i ofere sultanului încă trei fii moștenitori la tron, prințul Yusuf (1577-1595), prințul Murad (1579-1588) și prințul Abdurrahman (1585-1595). 
În anul 1586, Nazperver dă ordin pentru construirea unei moschei care îi poartă și astăzi numele și pentru care a investit din propria avere acumulată de-a lungul vieții la palat. 
La moartea soțului ei,  Murad al III-lea, în anul 1595, tronul imperiului este preluat de fiul lui Safiye Sultan, noul sultan Mehmed al III-lea, care ordonă executarea tuturor fraților săi, comițând fraticid. Nazperver auzind ordinul dat de noul sultan, încearcă să evadeze împreună cu copii ei din Palatului Topkapı, cu ajutorul slugilor care erau în slujba sa, dar este prinsă imediat și adusă la înapoi la palat unde este supusă unei pedepse. Primul fiu și cel de-al treilea fiu sunt executați din ordinul sultanului, iar ea și fiica ei sunt trimise la Vechiul Serai. Nu după multe ore de suspin, Nazperver Sultan intră într-un șoc care îi provoacă moartea și moare în Vechiul Serai, lăsând în urmă o fiică singură, pe Fetihye Sultan.